# MIB Be 4/4 8

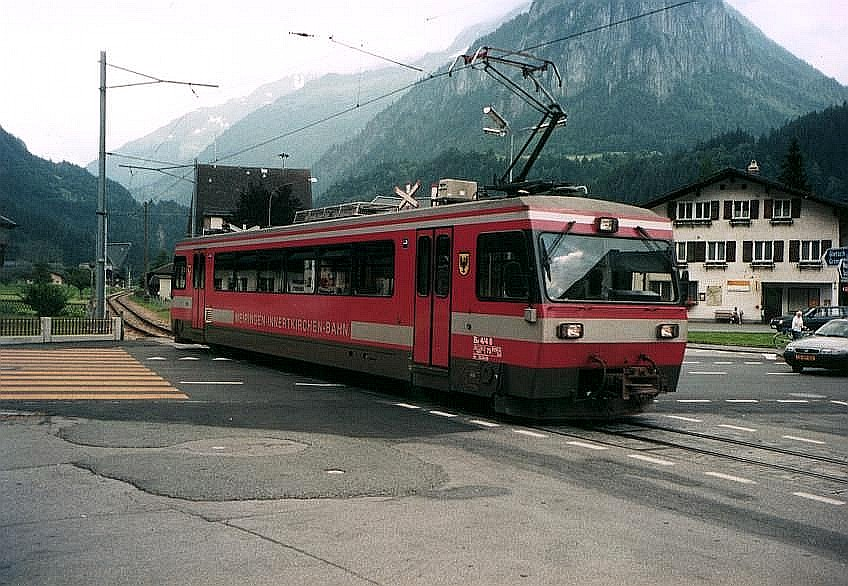
Be 4/4 8 im Ursprungszustand in Innertkirchen

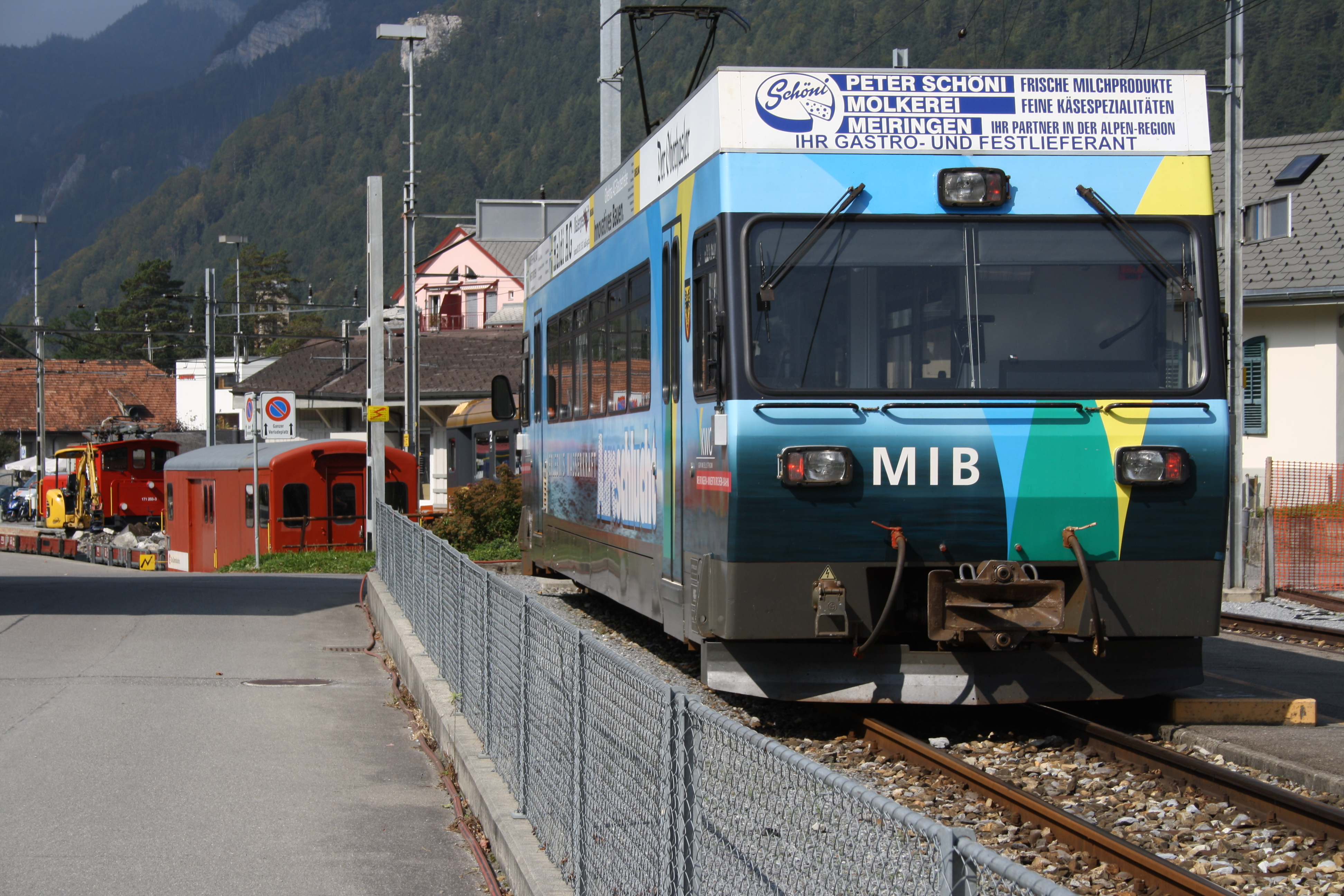
Be 4/4 8 mit Vollwerbung in Meiringen im Jahr 2009

Der Be 4/4 8 ist ein elektrischer Triebwagen der Meiringen-Innertkirchen-Bahn (MIB) und ist aufgrund der Kürze der Strecke und des daraus folgenden geringen Bedarfes an Fahrzeugen ein Einzelstück.
Er wurde von Stadler Rail gebaut und am 3. Mai 1996 in Dienst gestellt. Das meterspurige Fahrzeug läuft auf zwei zweiachsigen Drehgestellen mit je einem längs eingebauten Drehstromfahrmotor. Die Fahrmotoren werden über einen GTO-Umrichter versorgt. Der Wagenkasten ist in zwei Führerstände, zwei Einstiegsräume, von denen einer als Mehrzweckraum ausgebildet ist, und einen Fahrgastraum mit Quersitzen in schweiztypischer Abteilform und Mittelgang unterteilt. Die Einstiegstüren sind zweiflüglige Außenschwingtüren. Der Triebwagen entspricht fahrzeug- und bremstechnisch den Normen der Brünig- und Berner Oberland-Bahn. Damit sind Überführungsschleppfahrten und der Einsatz als Schlepptriebwagen möglich. Auf den Einbau eines fahrdrahtunabhängigen Hilfsantriebes wurde aus Kostengründen verzichtet.